# Église en bois de Brzan
L'église en bois de Brzan (en serbe cyrillique : Црква брвнара у Брзану ; en serbe latin : Crkva brvnara u Brzanu) est une église orthodoxe serbe située à Brzan, dans le district de Šumadija et dans la municipalité de Batočina en Serbie. Elle est inscrite sur la liste des monuments culturels protégés de la république de Serbie (identifiant no SK 269).

## Présentation

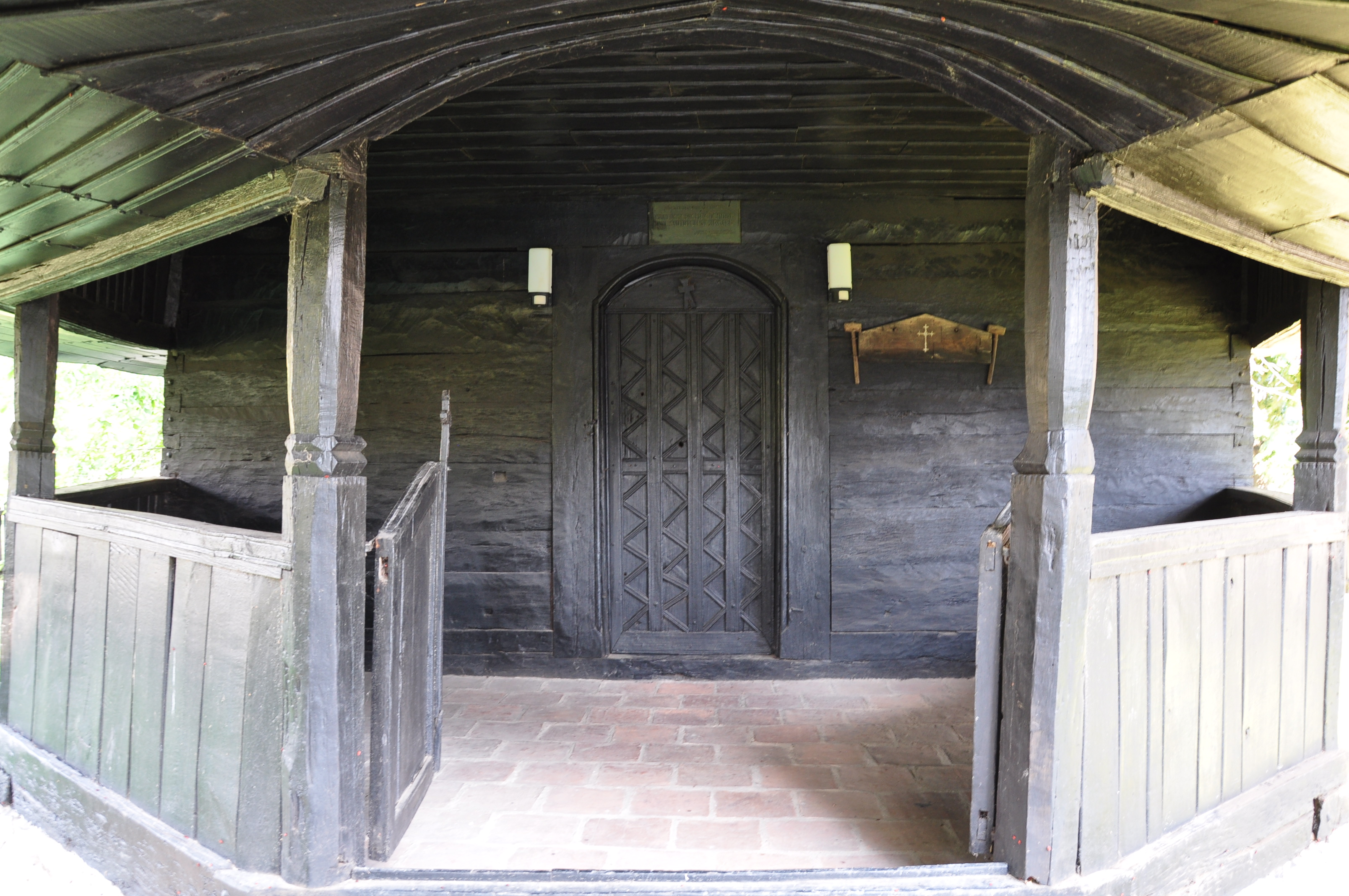
Détail du porche et du portail d'entrée

L'église a été construite en 1822 grâce à l'aide du prince Miloš Obrenović par le maître constructeur Jovan qui a également réalisé le monastère de la Contrition à Staro Selo près de Velika Plana. Elle a servi d'église paroissiale jusqu'à la construction de la nouvelle église Saint-Élie en 1928.
Elle abrite un ensemble d'icônes et de fresques. L'iconostase a été peinte en 1829-1830 par Janja Moler, le peintre préféré du prince Miloš.

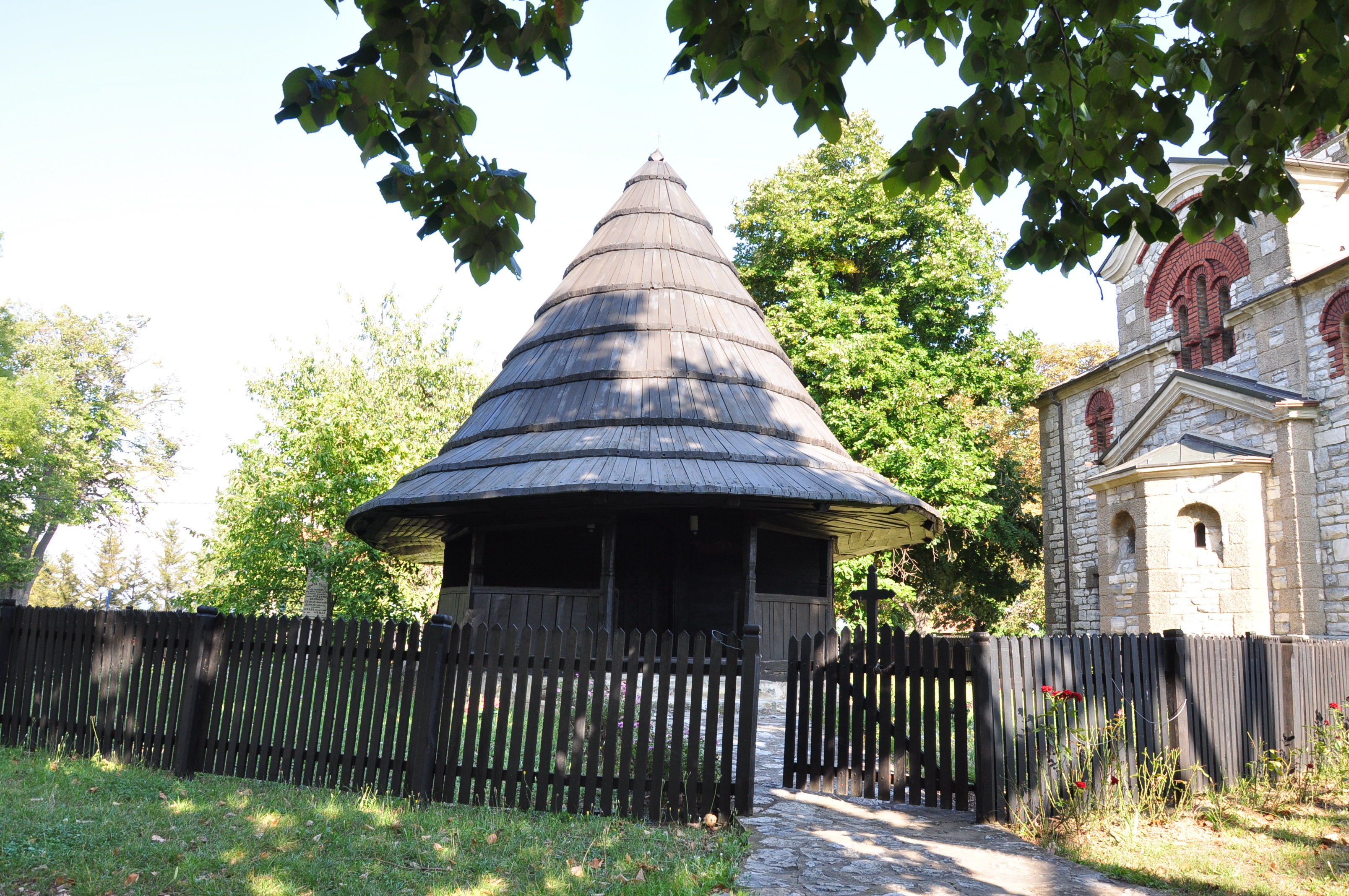
L'église en bois avec l'église Saint-Élie
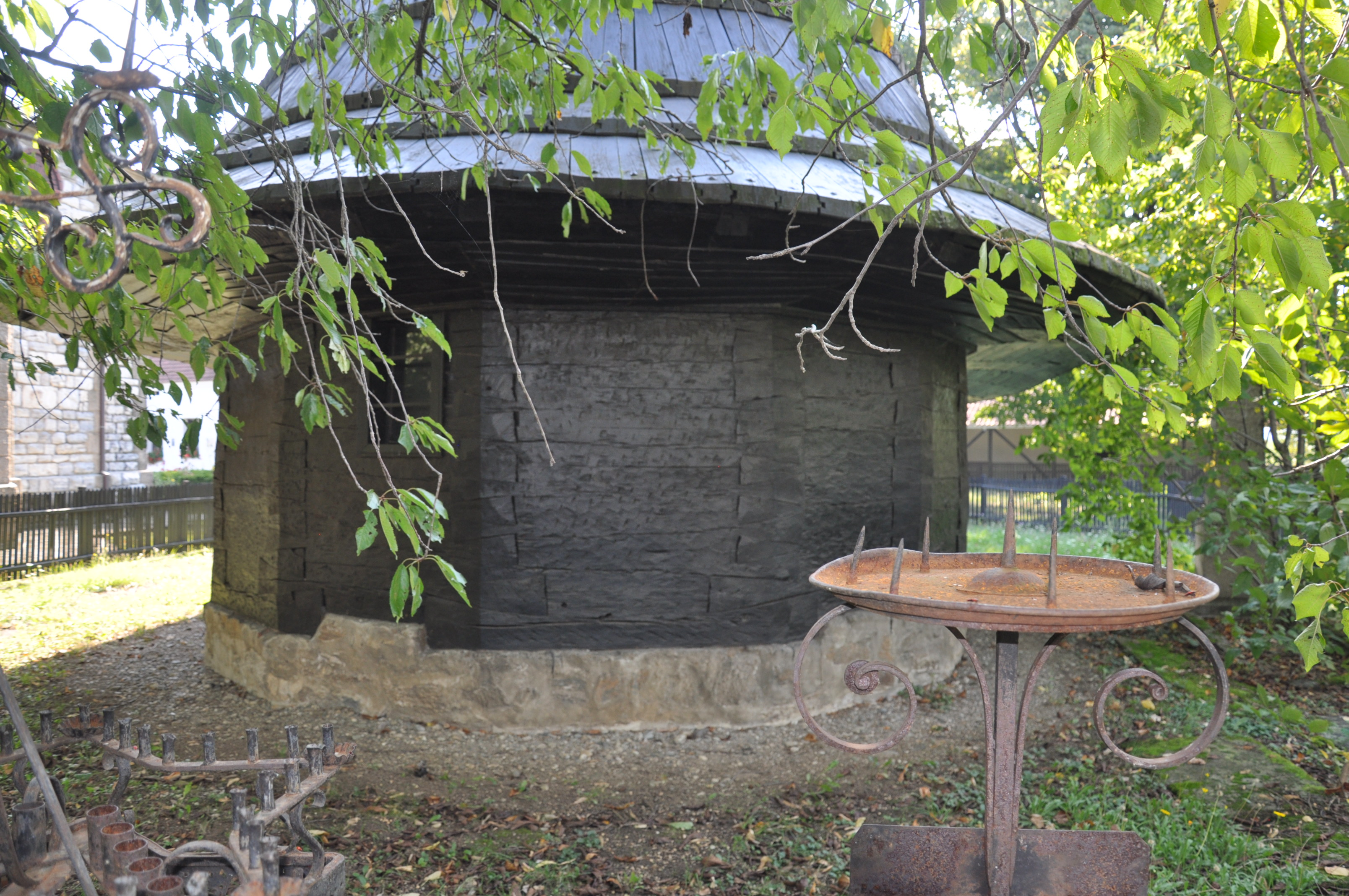
Le chevet de l'église